# Côte-Rôtie (AOC)
Pour l’article homonyme, voir Côte rôtie.
Le côte-rôtie est un vin rouge d'appellation d'origine contrôlée produit sur les communes d'Ampuis, de Saint-Cyr-sur-le-Rhône et de Tupin-et-Semons, sur la rive droite du Rhône, en face de la ville de Vienne, au sud de Lyon.
Il s'agit d'un des crus les plus prestigieux du vignoble de la vallée du Rhône, au sein des côtes du Rhône septentrionales, tout au nord de la vallée, bénéficiant d'une orientation sud/sud-est. Ce vignoble est caractérisé par des sols en pente et des murs en pierre. Le nom du lieu-dit Côte-Rôtie renvoie à l'exposition dont bénéficient ces sols en pente.
Les autres AOC des côtes du Rhône septentrionales sont le condrieu, le château-grillet, le saint-joseph, l'hermitage, le crozes-hermitage, le cornas et le saint-péray, ainsi que le côtes-du-rhône (également présent dans les côtes du Rhône méridionales).
Le côte-rôtie est essentiellement composé de syrah, et possiblement jusqu'à 20 % de viognier, qui sont fermentés tous deux simultanément.

## Histoire

### Réputation ancienne
Ce terroir viticole est centré sur Ampuis, dont l'étymologie traditionnelle de son nom en fait une déformation de l'emporion grec (ἐμπόριον) et de l'emporium latin : ce serait un ancien comptoir commercial. Martial, Pline l'Ancien, Columelle et Plutarque ont célébré son vin sous le nom de vinum picatum ou « vin poissé ».
Mais c'est du VIe siècle que datent les premières chartes concernant Ampuis et son vignoble. La réputation des vins d'Ampuis, tout au cours du Moyen Âge, est cantonnée à Lyon qui absorbe sa production. La Renaissance permit d'accroître la renommée de ces vins vers d'autres provinces, puis plus tard vers les tables des souverains d'Angleterre, de Russie, ou de Prusse. C'est à l'époque du seigneur de Maugiron que le château d'Ampuis a été le lieu d'une première gastronomique : en 1553 furent servis à des convives de curieux et énormes volatiles, les premiers dindons jamais servis en France ; les vins dégustés provenaient de deux terroirs, la côte blonde et la côte brune. Selon la légende le seigneur Maugiron qui possédait la Côte-Rôtie, avait partagé son domaine pour doter ses deux filles lors de leur mariage : l'une était blonde comme les blés et l'autre était brune comme le jais.
En 1816, André Jullien consacre un paragraphe à ce vin, qu'il place parmi les vins fins de première classe : « Côte-Rôtie, territoire d'Ampuis, à sept lieues sud de Lyon, dans le canton de Sainte-Colombe. Les vins que produisent deux côtes nommées Côte-Rôtie-brune, et Côte-Rôtie-blonde, ont du corps, du spiritueux, de la finesse, une sève et un parfum très-agréables. Ils ont besoin de rester en tonneau six à sept ans pour acquérir la maturité convenable ; mis ensuite en bouteilles, ils y gagnent encore de qualité pendant nombre d'années ». Jullien met au même niveau les vins produits sur l'autre rive, à Seyssuel, Vienne et Revantin, qui « fournissent, en première cuvée, des vins qui prennent le nom et ressemblent à ceux de Côte-Rôtie ». Au début du XIXe siècle, les vignes s'étendaient sur 300 hectares et produisaient un vin de grande réputation.  Le vignoble atteignit son apogée en 1890. Toutes les terrasses orientées vers le midi étaient cultivées, ce qui contraignait les vignerons à emprunter des sentiers fort étroits et pénibles.
La crise du phylloxéra, puis les deux guerres mondiales aboutirent presque à la disparition du vignoble, puisque dans les années 1950, seulement 40 hectares étaient exploités. Les hommes d'alors préféraient aller travailler dans l'industrie en développement ou travailler la culture maraîchère ou fruitière, alors beaucoup plus rentable. Selon le producteur Jean-Michel Gerin : « Dans les années 1960, un kilogramme d'abricot se vendait plus cher qu'un litre de vin ».

### Renouveau de l'appellation
L'appellation d'origine contrôlée (AOC) côte-rôtie est officiellement reconnue par le décret du 18 octobre 1940, ne concernant alors que deux communes (Ampuis d'une part et Tupin-et-Semons d'autre part). Le décret du 21 décembre 1966 rajoute Saint-Cyr-sur-le-Rhône.

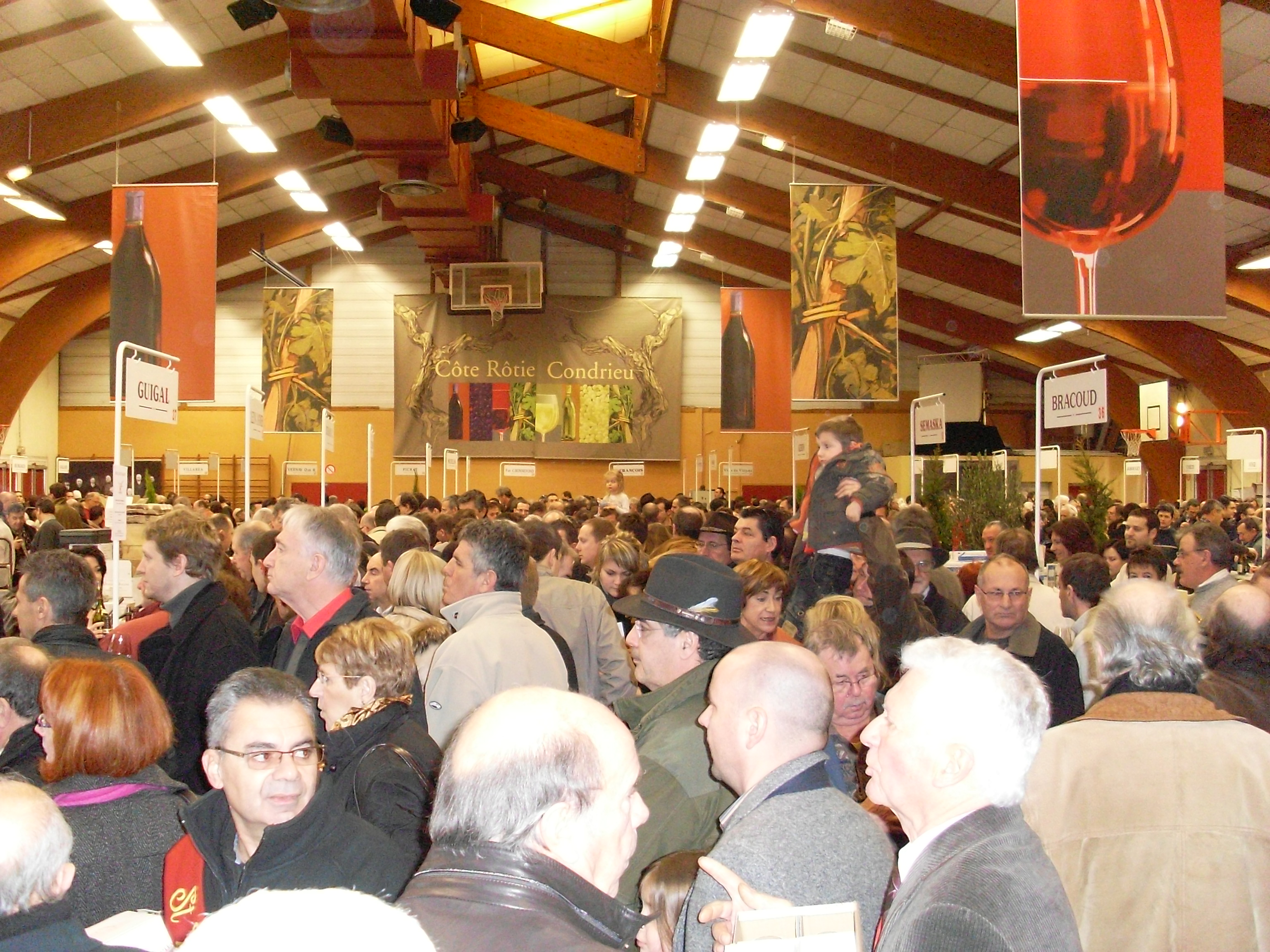
Marché aux vins d'Ampuis.

Dans les années 1970, une nouvelle génération de vignerons mise à nouveau sur le travail de la vigne et sur la qualité. Durant les années 1980 et 1990, les parcelles sont restructurées et de nouvelles parcelles sont replantées en ceps. Cette renaissance a pu se faire aussi en partie grâce à un coût de la terre qui était alors très bas : au début des années 1980, le prix de la vigne se situait dans le secteur à l'équivalent d'un euro le m². Le plus difficile finalement était de retrouver les propriétaires de terres extrêmement morcelées. Ces nouveaux vignerons ont dû aussi investir dans des bâtiments, dans des équipements et dans les réseaux de distributions et un syndicat de Côte-Rôtie a été créé pour fédérer leurs efforts. Le marché aux vins d'Ampuis qui chaque année reçoit plus de 12 000 visiteurs en janvier a été fondé en 1928. Depuis 2012, ce vignoble fait partie du label Vignobles & découvertes, visant à promouvoir les destinations œnotouristiques en France.
Le cahier des charges de l'appellation a été modifié en octobre 2009 (reconnaissance en AOP), en octobre 2011 (correction des noms des communes) et en juillet 2024.

### Étymologie
Plus que Côte-Rôtie, qui ne pose aucun problème étymologique, c'est Ampuis, le centre de ce vignoble, qui apporte des indications sur ses origines. Comme pour Ampus, la forme la plus ancienne est Impuris, attestée en 990/997. Ce toponyme suggère le nom latin emporium, dérivé du grec emporion, qui nommait des comptoirs de négoce installés en terre ennemie.

## Vignoble

### Présentation

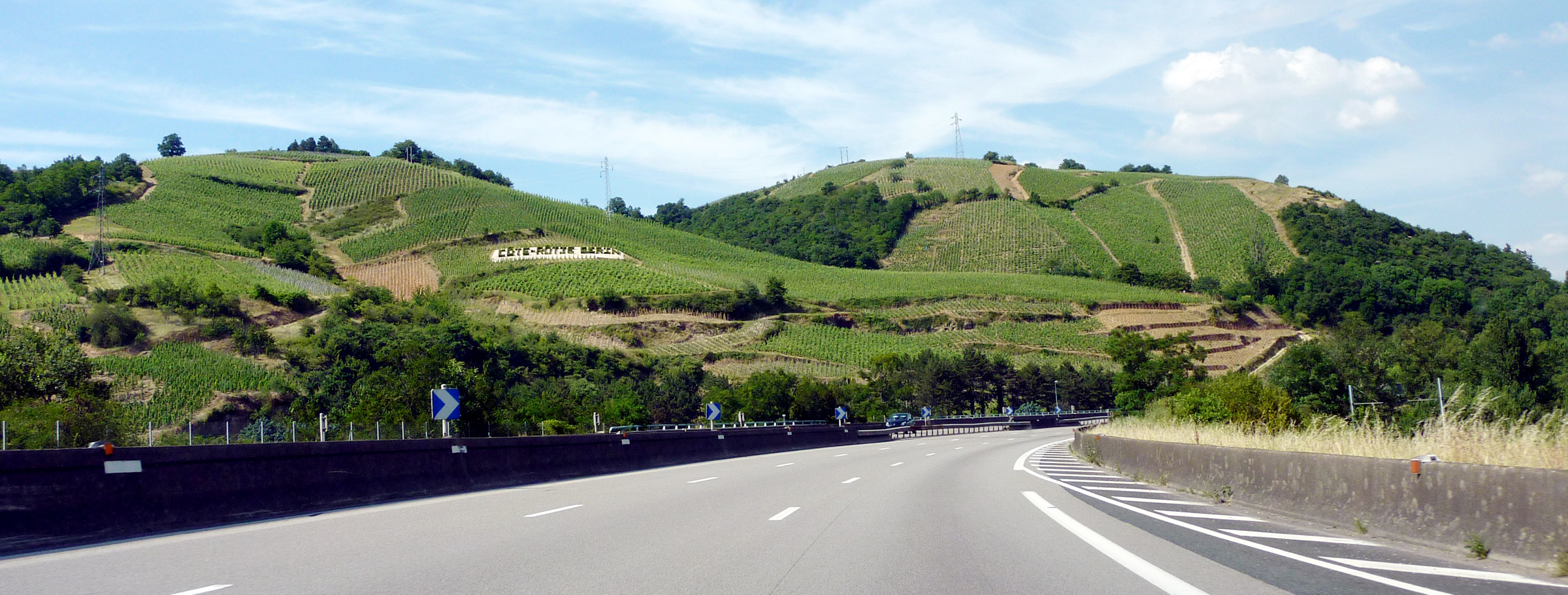
Coteaux de l'appellation côte-rôtie.

Située dans la partie française de la vallée du Rhône, à 27 km en aval de Lyon sur la rive droite juste après Vienne, l'aire d'appellation s'étend sur trois communes du Rhône et sur trois kilomètres de long. C'est l'aire d'appellation la plus septentrionale des côtes du Rhône, bordée au sud par celle du condrieu. La Côte-Rôtie compte 73 lieux-dits classés : Saint-Cyr-sur-le-Rhône avec ses 12 lieux-dits classés, Ampuis avec ses 48 lieux-dits et Tupin-et-Semons avec 13 lieux-dits classés. À noter que certaines références mentionnent désormais l'existence de 75 lieux-dits classés,.
Selon le service des Douanes, la superficie revendiquée en 2024 sous l'appellation est de 340 hectares.

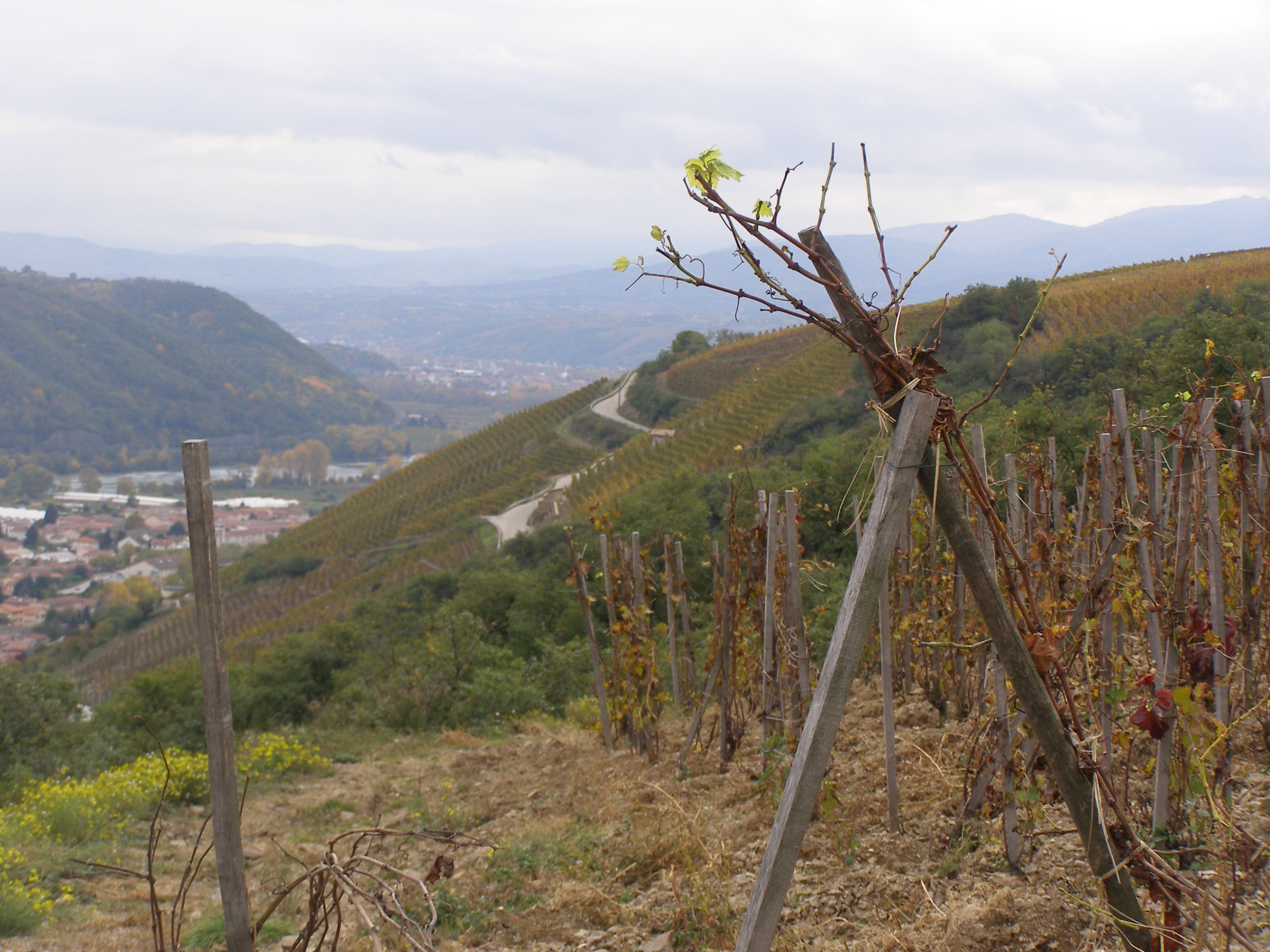
Vue sur la partie septentrionale du vignoble.
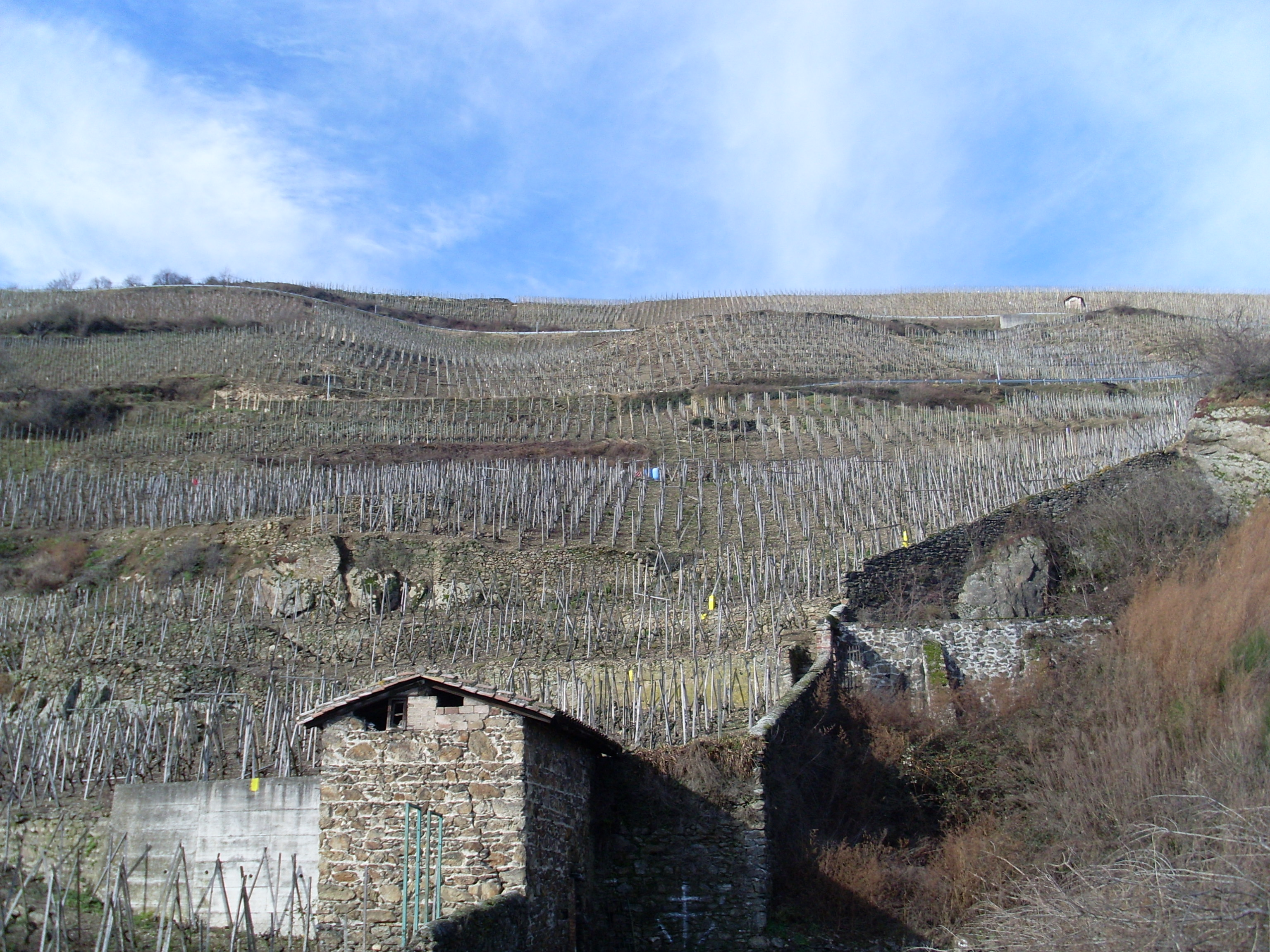
Terrasses en hiver.
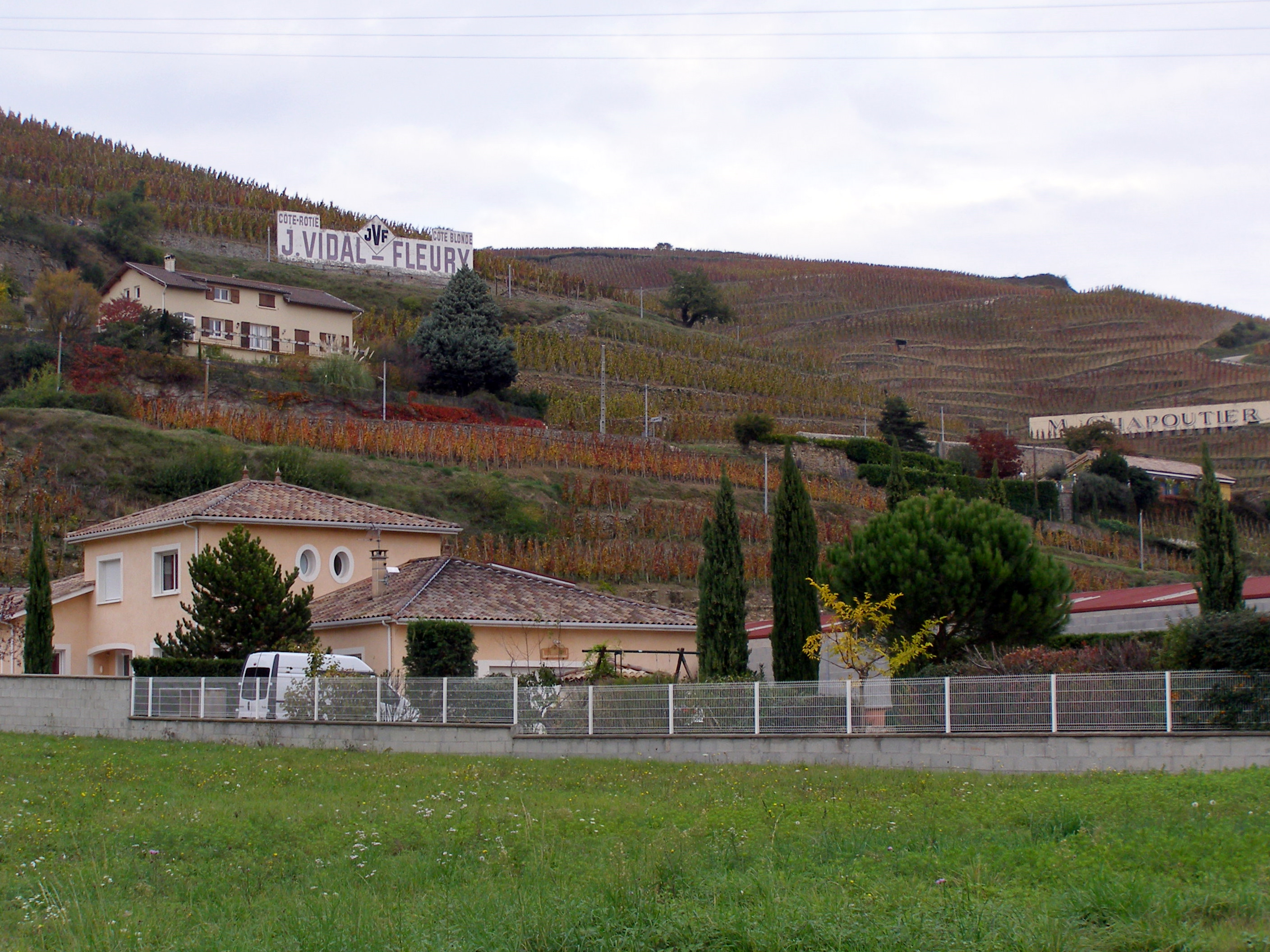
Parcelles du vignoble à Ampuis.
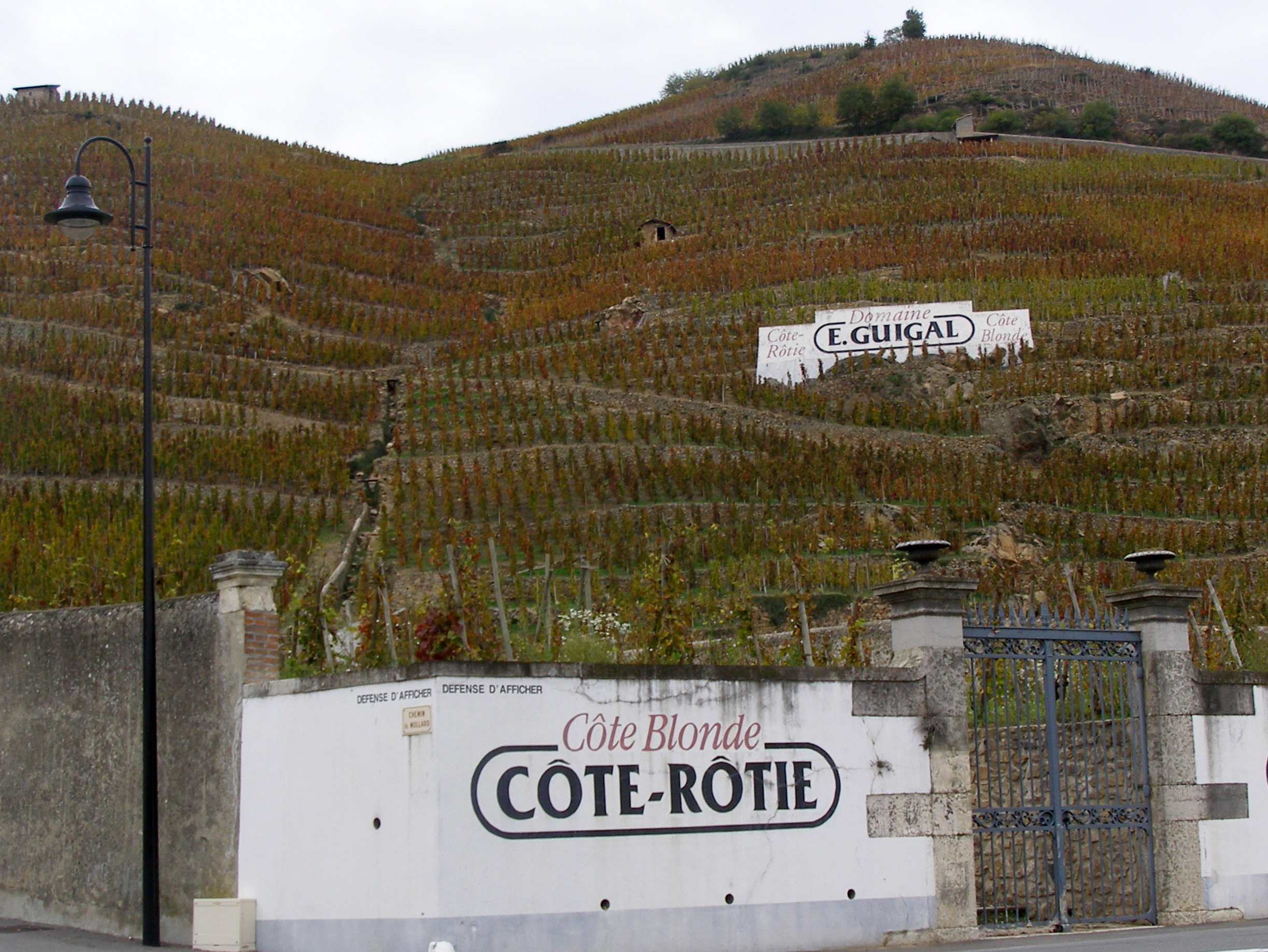
Parcelles du vignoble de la Côte Blonde.

### Lieux-dits
Plus que dans d'autres terroirs des côtes du Rhône, les lieux-dits ont ici une importance plus que séculaire. En voici une liste non exhaustive, certains sont cadastrés, d'autres non.  
- Les Grandes Places.
- Lancement
- Côte Rozier.
- Côte Blonde.
- Côte Brune.
- Chavaroche.
- La Landonne.
- Fongeant.
- Le Plomb.
- La Viallière.

### Orographie et géologie
Les vignes sont orientées sud-est et installées à flanc de coteaux sur des terrasses caillouteuses, les « chayets », « chaillés » ou « chaillets », soutenues par des « cheys », murets de pierres à la patine brune. Le terroir est divisé en plusieurs secteurs, dont deux célèbres séparés par le ruisseau du Renard : en amont, la Côte Brune au nord d’Ampuis, et en aval la Côte Blonde, au sud, dont la légende veut que les noms proviennent des deux filles héritières du noble Maugiron dont l’une était brune et l’autre blonde.
L'origine de ces dénominations est sans douté liée au substrat géologique et au sol.  En amont, il s'agit d'un massif de micaschistes brun sombre, c'est la Côte Brune.  Par altération du substrat, se sont développés des sols argileux, riches en fer, et relativement sombres.  En aval, affleure le (leuco)gleiss, c'est la Côte Blonde.  L'altération du gleiss a donné des sols siliceux, de couleur claire, assez fréquemment recalcifiés par des apports issus de recouvrements loessiques du plateau. 
Les deux substrats (les micaschistes et le leucogleiss) sont des roches métamorphiques qui proviennent de l'époque hercynienne, durant le paléozoïque. Chacun a donné à son terroir une teinte différente, reflétée dans la toponymie,. 

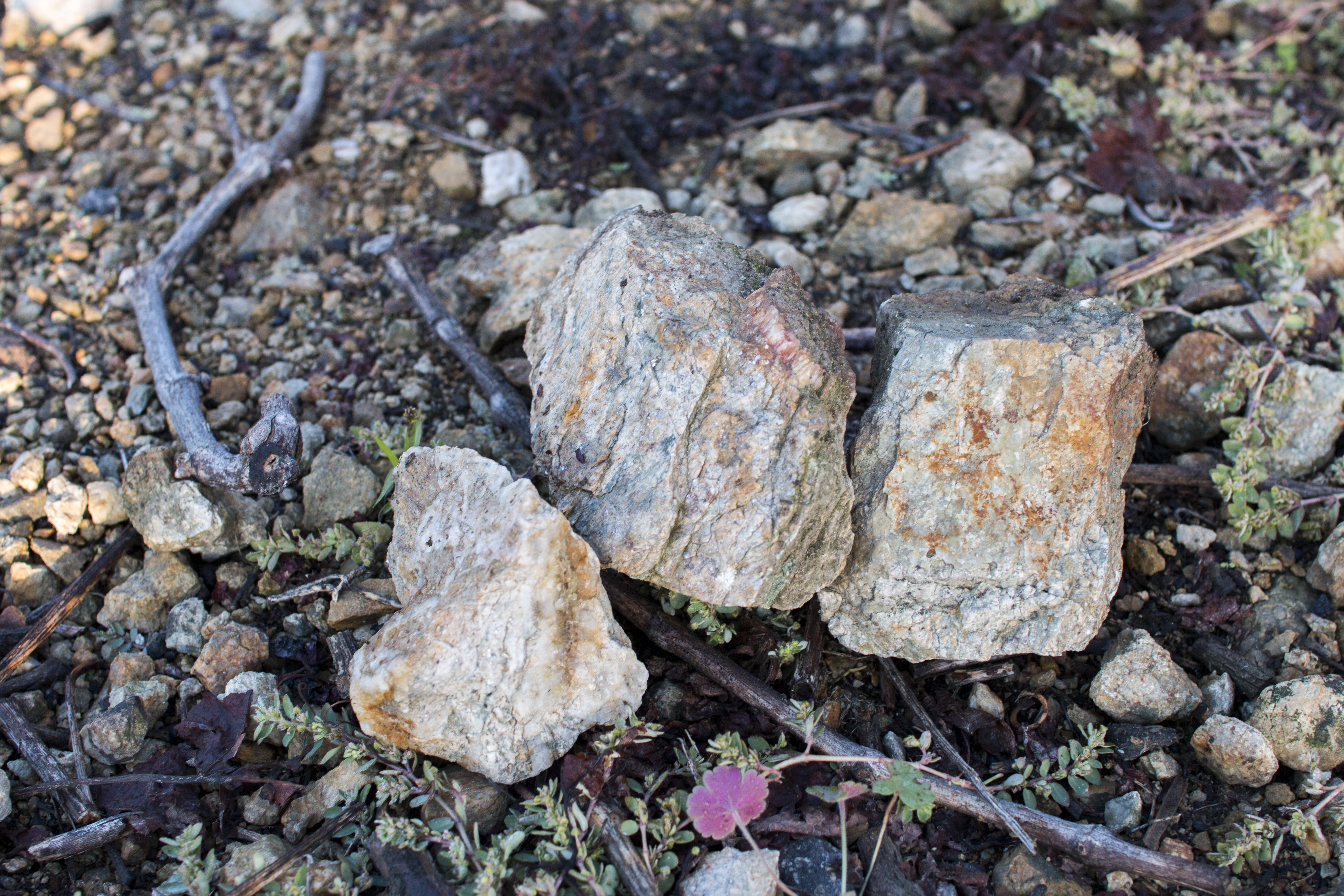
Terroir de la Côte-Rôtie.

### Climatologie
Les coteaux composant la Côte-Rôtie sont exposés vers le sud ou le sud-est. Le climat de Tupin-et-Semons (à 150 mètres d'altitude : 45° 28′ 18″ N, 4° 46′ 36″ E), une des communes de l'aire d'appellation, est de type océanique dégradé avec des influences continentale et méditerranéenne : les étés sont chauds et ensoleillés, les automnes doux, les hivers plutôt froids (froid renforcé par la bise) et une pluviométrie bien étalée. Le cumul annuel moyen de précipitations a été sur la période 1971-2000 de 752 mm.
| Mois                              | jan. | fév. | mars | avril | mai  | juin | jui. | août | sep. | oct. | nov. | déc. | année |
| --------------------------------- | ---- | ---- | ---- | ----- | ---- | ---- | ---- | ---- | ---- | ---- | ---- | ---- | ----- |
| Température minimale moyenne (°C) | −0,4 | −0,8 | 2,9  | 5,4   | 9    | 12,2 | 14,8 | 14,2 | 11,9 | 8,6  | 3,4  | 1,4  | 7     |
| Température moyenne (°C)          | 2,9  | 4,8  | 7,9  | 10,7  | 14,7 | 18,2 | 21,4 | 20,6 | 17,9 | 13,3 | 7,1  | 4,5  | 12    |
| Température maximale moyenne (°C) | 6,3  | 8,8  | 13   | 15,9  | 20,4 | 24,3 | 28   | 27   | 23,9 | 18   | 10,9 | 7,8  | 17    |
| Nombre de jours avec gel          | 17,4 | 12,2 | 7,1  | 1     | 0    | 0    | 0    | 0    | 0    | 0,2  | 5,8  | 11,8 | 55,5  |
| Précipitations (mm)               | 46,9 | 41,9 | 59,2 | 77,9  | 98,9 | 67,9 | 41,1 | 65,1 | 60,2 | 91,2 | 58,5 | 59   | 767,9 |

| Mois                              | jan. | fév. | mars | avril | mai  | juin | jui. | août | sep. | oct.  | nov.  | déc. | année |
| --------------------------------- | ---- | ---- | ---- | ----- | ---- | ---- | ---- | ---- | ---- | ----- | ----- | ---- | ----- |
| Température minimale moyenne (°C) | 1,4  | −1,6 | 4,2  | 6,3   | 10,5 | 13,8 | 15,8 | 15,6 | 12,2 | 9,5   | 4,6   | 2,2  | 8,1   |
| Température moyenne (°C)          | 4,5  | 5,7  | 9,6  | 12    | 16,5 | 20   | 22,2 | 21,9 | 17,8 | 13,8  | 8,1   | 5    | 13,1  |
| Température maximale moyenne (°C) | 7,6  | 9,7  | 15   | 17,8  | 22,4 | 26,3 | 28,6 | 28,3 | 23,3 | 18,2  | 11,6  | 7,7  | 18    |
| Nombre de jours avec gel          | 11,5 | 10,9 | 4,5  | 0,5   | 0    | 0    | 0    | 0    | 0    | 0,5   | 4,5   | 9,4  | 41,8  |
| Précipitations (mm)               | 52,9 | 40,7 | 49,7 | 73,6  | 82,6 | 71,9 | 53,5 | 60,9 | 94   | 104,8 | 103,1 | 52,2 | 839,8 |

| Diagramme climatique                                  |             |           |             |              |              |              |              |            |              |              |            |
| J                                                     | F           | M         | A           | M            | J            | J            | A            | S          | O            | N            | D          |
| 7,61,452,9                                            | 9,7−1,640,7 | 154,249,7 | 17,86,373,6 | 22,410,582,6 | 26,313,871,9 | 28,615,853,5 | 28,315,660,9 | 23,312,294 | 18,29,5104,8 | 11,64,6103,1 | 7,72,252,2 |
| Moyennes : • Temp. maxi et mini °C • Précipitation mm |             |           |             |              |              |              |              |            |              |              |            |

### Encépagement
Le cahier des charges de l'appellation autorise deux cépages pour produire du côte-rôtie, d'une part la syrah N (minimum 80 %) comme cépage principal, d'autre part le viognier B comme cépage accessoire (uniquement en complantage, limité à 20 % de l'encépagement). La syrah est appelé localement la « serine ».
Un conservatoire a été créé pour le viognier en 2001 et ensuite pour la syrah en 2003 pour garder à disposition des souches des différents clones (il y en a trois pour le premier ; 16 pour le second).
| Cépage                | Encépagement des crus des côtes du Rhône septentrionaux | Encépagement des crus des côtes du Rhône septentrionaux | Encépagement des crus des côtes du Rhône septentrionaux | Encépagement des crus des côtes du Rhône septentrionaux | Encépagement des crus des côtes du Rhône septentrionaux | Encépagement des crus des côtes du Rhône septentrionaux | Encépagement des crus des côtes du Rhône septentrionaux | Encépagement des crus des côtes du Rhône septentrionaux |
| --------------------- | ------------------------------------------------------- | ------------------------------------------------------- | ------------------------------------------------------- | ------------------------------------------------------- | ------------------------------------------------------- | ------------------------------------------------------- | ------------------------------------------------------- | ------------------------------------------------------- |
| Cépage                | condrieu et château-grillet                             | cornas                                                  | côte-rôtie                                              | hermitage et crozes-hermitage                           | hermitage et crozes-hermitage                           | saint-joseph                                            | saint-joseph                                            | saint-péray                                             |
| Cépage                | condrieu et château-grillet                             | cornas                                                  | côte-rôtie                                              | rouge                                                   | blanc                                                   | rouge                                                   | blanc                                                   | saint-péray                                             |
| marsanne et roussanne |                                                         |                                                         |                                                         | max. 15 %                                               | 100 %                                                   | max. 10 %                                               | 100 %                                                   | 100 %                                                   |
| syrah                 |                                                         | 100 %                                                   | min. 80 %                                               | min. 85 %                                               |                                                         | min. 90 %                                               |                                                         |                                                         |
| viognier              | 100 %                                                   |                                                         | max. 20 %                                               |                                                         |                                                         |                                                         |                                                         |                                                         |

### Méthodes culturales
Les côtes sont si escarpées que certaines terrasses n’ont pas plus de six pieds de vigne.

## Vins
Les données de production des années récentes, telles que publiées par les Douanes, sont :
| Année | Superficie (ha) | Production (hl) | Rendement (hl/ha) |
| ----- | --------------- | --------------- | ----------------- |
| 2020  | 318             | 11 497          | 36                |
| 2021  | 321             | 9 582           | 30                |
| 2022  | 331             | 12 438          | 38                |
| 2023  | 337             | 12 815          | 38                |
| 2024  | 340             | 11 850          | 35                |

### Vinification et élevage

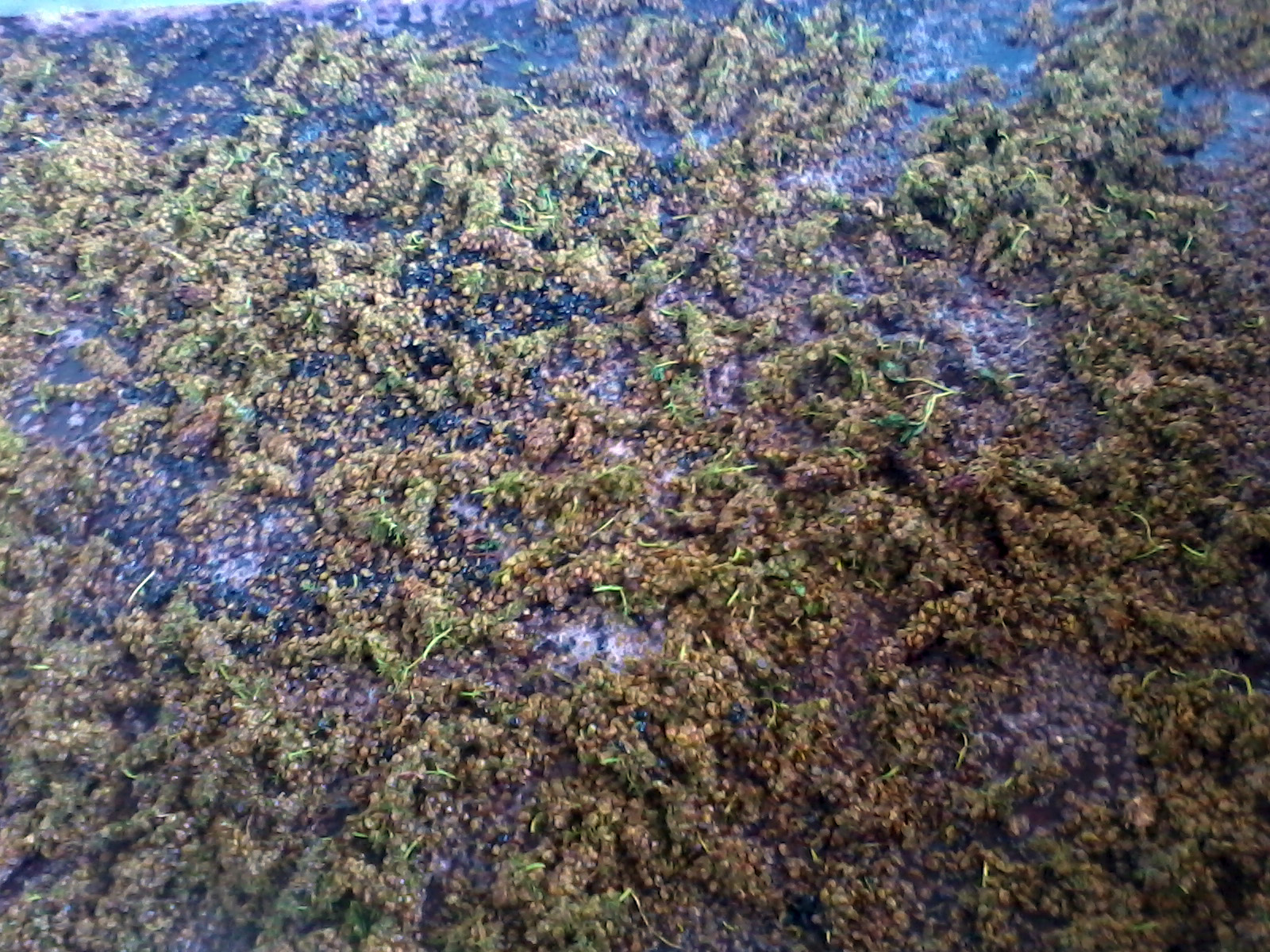
Co-fermentation de syrah et de viognier.

Pour l'élaboration de ce vin, la syrah est majoritaire mais on peut lui adjoindre entre 0 et 20 % de viognier, on parle alors de co-fermentation si les deux cépages sont fermentés ensemble.
Les producteurs le font généralement vieillir d'un an à trois ans avant de le commercialiser, le cahier des charges ne stipulant rien à ce propos.

### Gastronomie

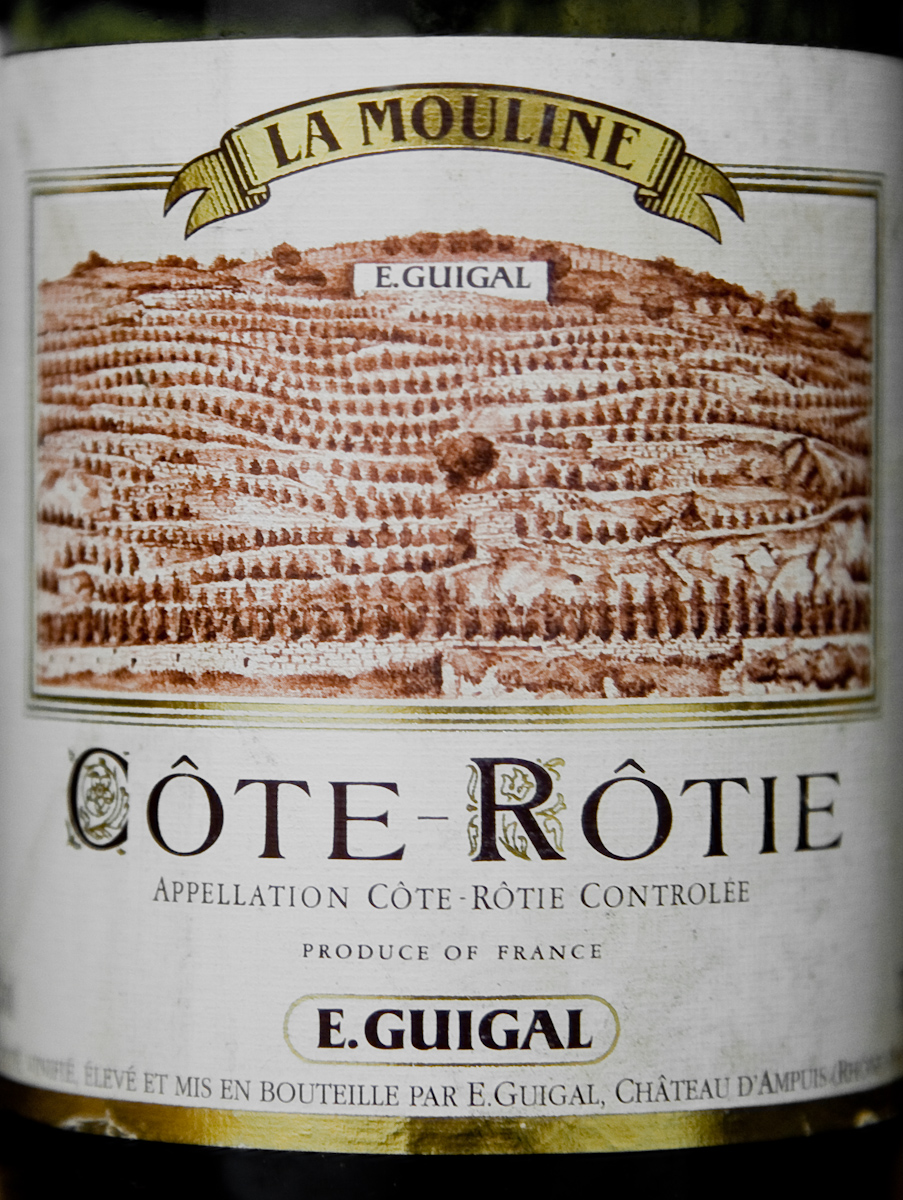
La Mouline, cuvée parcellaire de la maison E. Guigal.

Son vignoble s’étend, au nord, sur les terrasses de micaschistes de la Côte Brune et, à l’extrême sud, de gneiss ou granite pour la Côte Blonde. La « brune » a la réputation de produire un vin plus tendre et la « blonde », un vin plus vivace.
Le côte-rôtie se présente dans sa jeunesse dans une robe d’un grenat profond, frangé de reflets violacés. 
L’agitation révèle un nez qui dégage des arômes de fruits rouges et noirs avec des dominantes de cassis, de groseille, de framboise jointes à des pointes d’épices et de violette. Il évolue ensuite vers des parfums de vanille, le cuir, les fruits à noyau, le musc et la truffe. Doté d’une bouche ronde, soyeuse et tendre à l’attaque, ce vin très harmonieux est d’une grande élégance. Il se caractérise par une considérable amplitude aromatique avec des tanins d’une structure très fine et remarquablement fondus. Plusieurs producteurs vinifient en vendange entière, qui demandent plus de temps avant d'être dégustés.
Le côte-rôtie est un vin de longue garde qui s’épanouit vers 15 ans et peut atteindre son apogée bien après.

### Structure des exploitations
Bien que certains domaines existent depuis plusieurs générations, les exploitations aujourd'hui uniquement viticoles étaient dans les années 1970 portées sur le maraîchage, la vigne étant une activité secondaire. 

### Producteurs de l'appellation

Bouteilles d'appellation contrôlée côte-rôtie
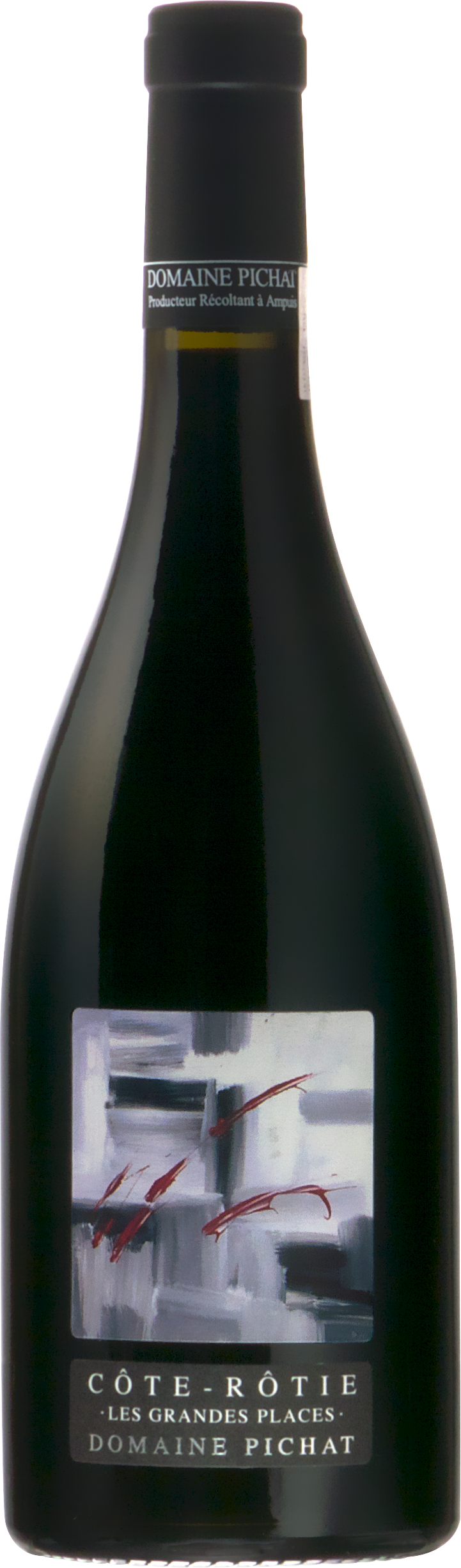
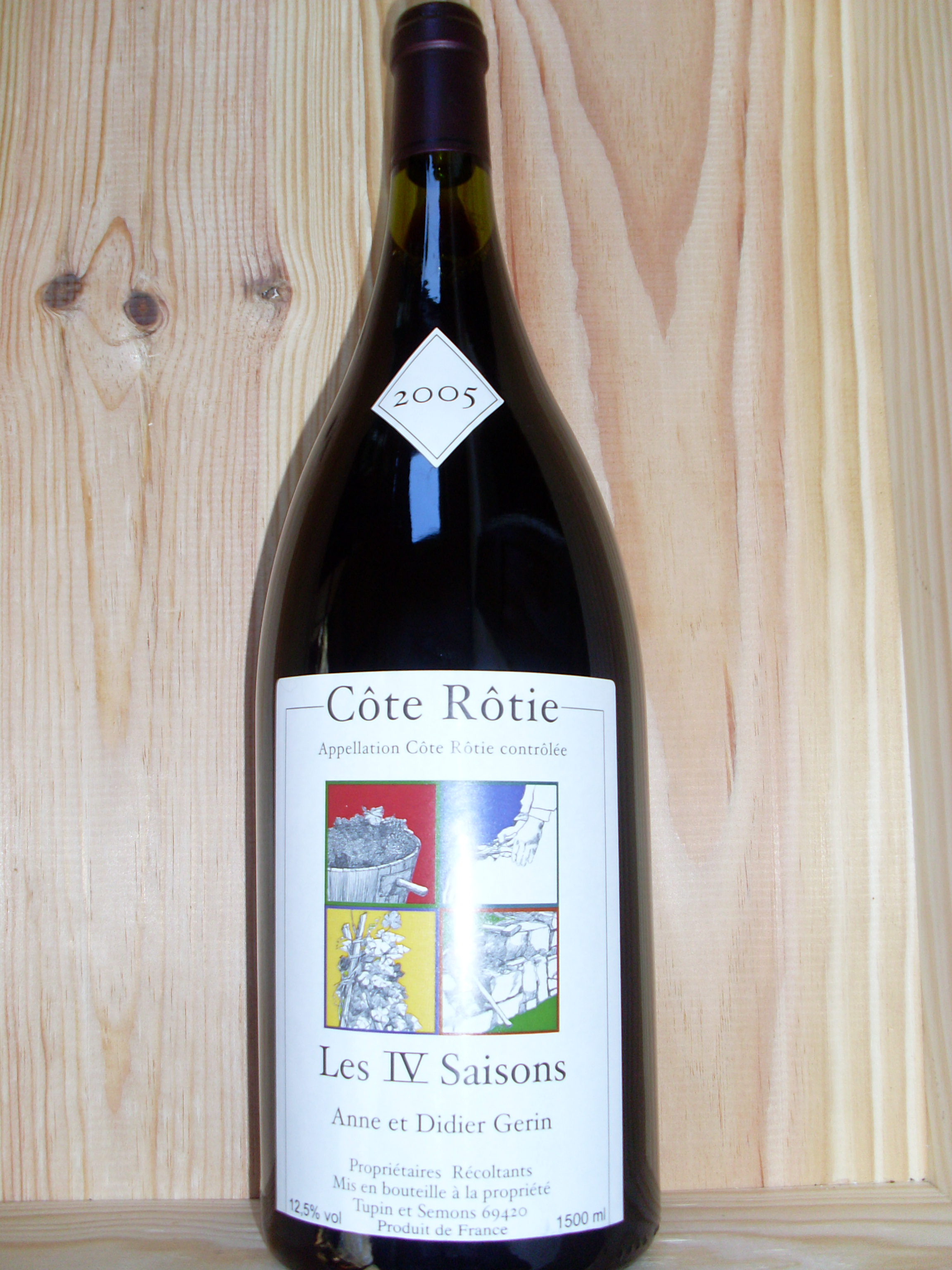
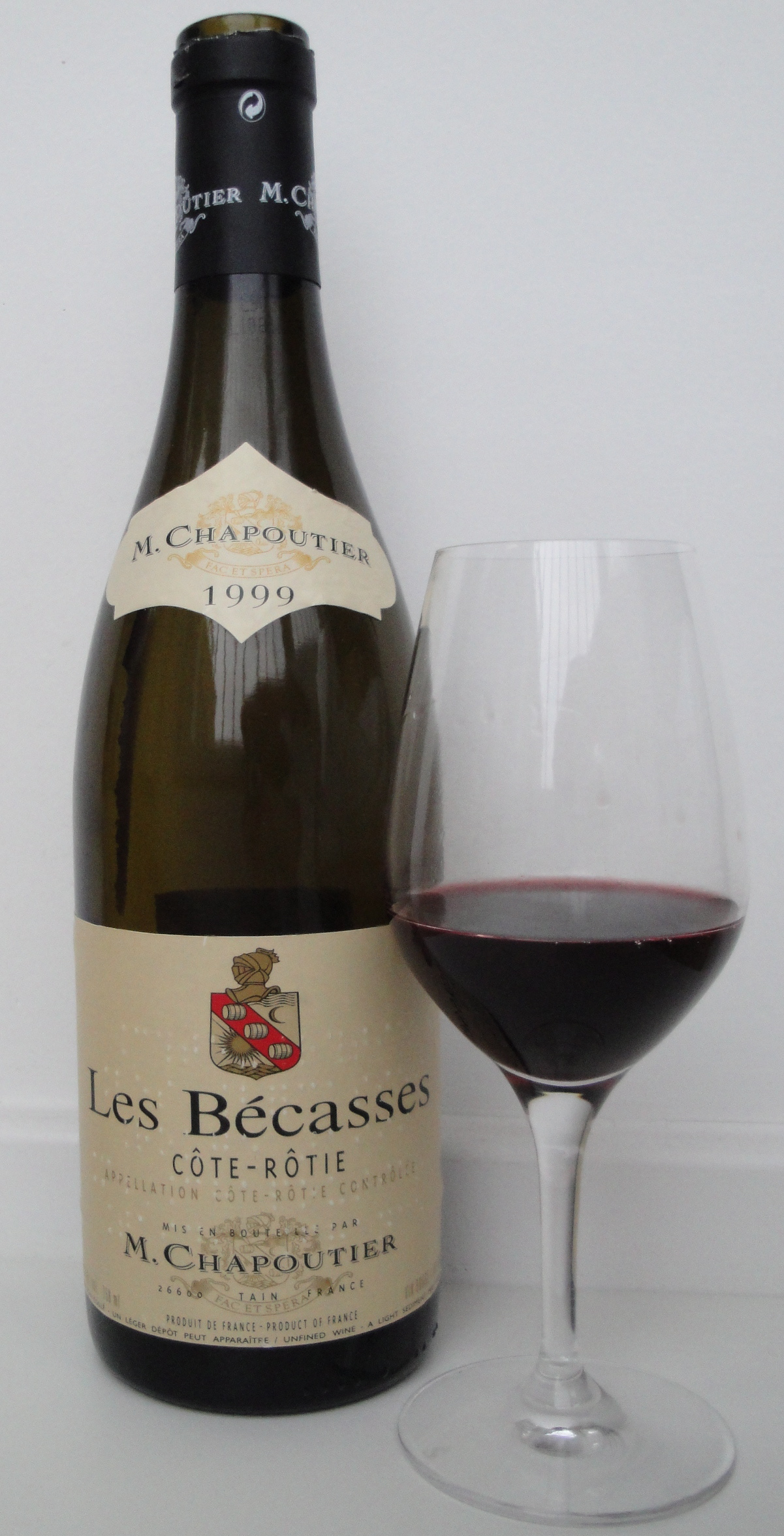
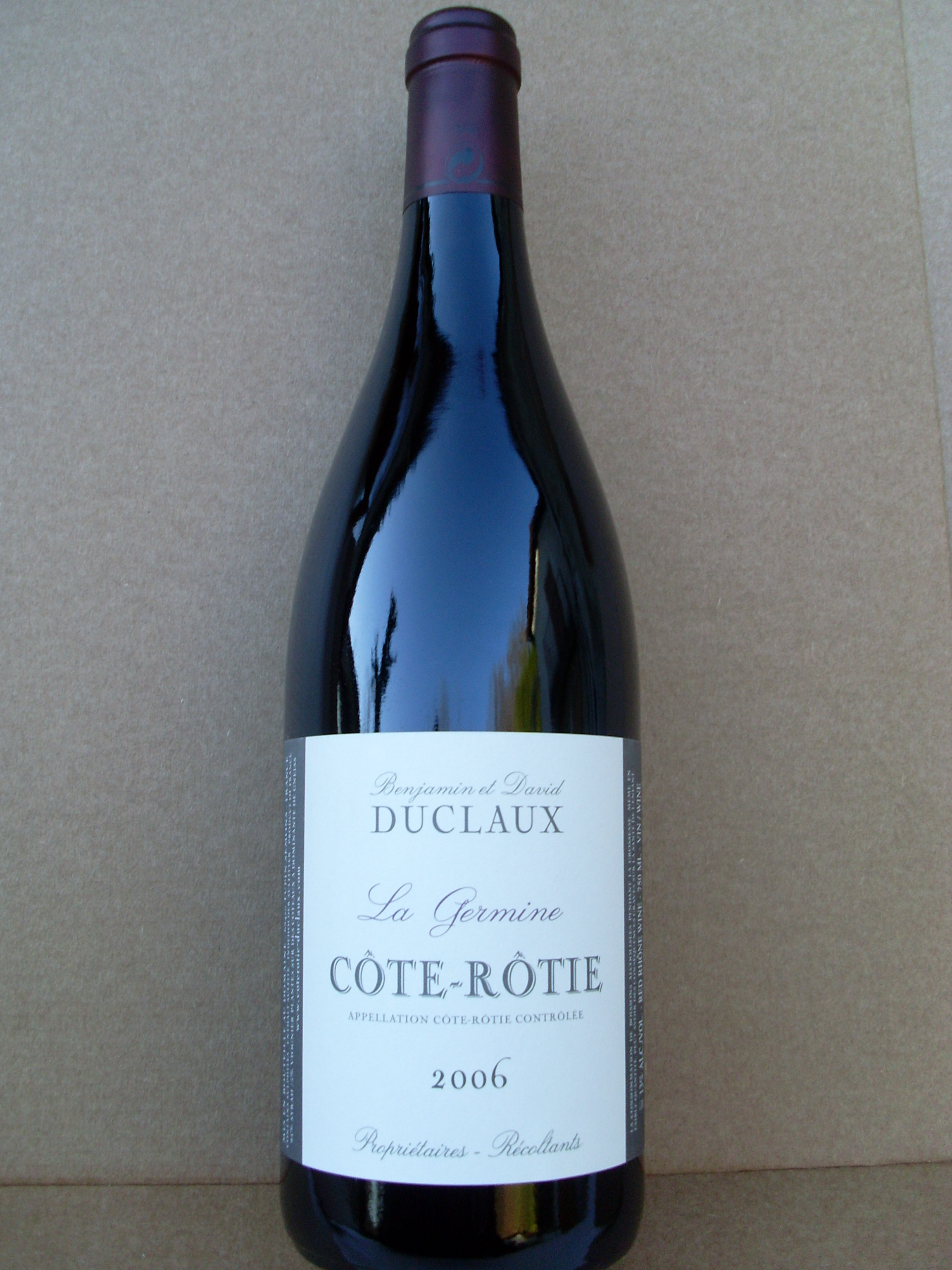

- Domaine Barge
- Domaine Billon
- Domaine Chambeyron
- Domaine Bonnefond
- Domaine de Bonserine
- Domaine Burgaud
- Domaine M. Chapoutier
- Domaine Clusel-Roch
- Domaine du Corps de Loup
- Domaine Cuilleron
- Domaine Daubree
- Domaine Delas
- Domaine Drevon
- Domaine Duclaux
- Domaine Pierre Gaillard
- Domaine Gallet
- Domaine Gangloff
- Domaine Garon
- Domaine Xavier Gérard
- Domaine E. Guigal, Château d'Ampuis[31]
- Domaine Jamet
- Domaine Jasmin
- Domaine Jean-Michel Gérin
- Domaine Jean-Michel Stéphan
- Domaine Lafoy-Gasse
- Domaine Louis Cheze
- Domaine du Monteillet
- Domaine Niero
- Domaine Ogier
- Domaine Pichat
- Domaine Rostaing
- Domaine Vernay
- Domaine François Villard
- Vignoble Jean-Luc Jamet
- Vignobles Levet

### Millésimes
Ils correspondent à ceux du vignoble de la vallée du Rhône. Ils sont notés : année exceptionnelle , grande année , bonne année ***, année moyenne **, année médiocre *.
| Caractéristiques | Article de qualité | ***                | ***                | Bon article        | Article de qualité | Bon article        | Bon article        | ***                | Bon article | Bon article        |
| Millésimes 1990 | 1999               | 1998               | 1997               | 1996               | 1995               | 1994               | 1993               | 1992               | 1991        | 1990               |
| Caractéristiques | ***                | ***                | **                 | ***                | Bon article        | **                 | **                 | **                 | ***         | Article de qualité |
| Millésimes 1980 | 1989               | 1988               | 1987               | 1986               | 1985               | 1984               | 1983               | 1982               | 1981        | 1980               |
| Caractéristiques | Article de qualité | Article de qualité | Bon article        | ***                | Article de qualité | **                 | Bon article        | ***                | Bon article | Article de qualité |
| Millésimes 1970 | 1979               | 1978               | 1977               | 1976               | 1975               | 1974               | 1973               | 1972               | 1971        | 1970               |
| Caractéristiques | Bon article        | Article de qualité | Bon article        | **                 | ***                | Bon article        | ***                | **                 | **          | Article de qualité |
| Millésimes 1960 | 1969               | 1968               | 1967               | 1966               | 1965               | 1964               | 1963               | 1962               | 1961        | 1960               |
| Caractéristiques | **                 | *                  | Article de qualité | Article de qualité | ***                | ***                | **                 | **                 | ***         | Article de qualité |
| Millésimes 1950 | 1959               | 1958               | 1957               | 1956               | 1955               | 1954               | 1953               | 1952               | 1951        | 1950               |
| Caractéristiques | Bon article        | Bon article        | Article de qualité | Bon article        | Bon article        | ***                | Bon article        | Article de qualité | **          | Article de qualité |
| Millésimes 1940 | 1949               | 1948               | 1947               | 1946               | 1945               | 1944               | 1943               | 1942               | 1941        | 1940               |
| Caractéristiques | Article de qualité | Article de qualité | Article de qualité | Bon article        | Article de qualité | **                 | Article de qualité | Bon article        | **          | **                 |
| Millésimes 1930 | 1939               | 1938               | 1937               | 1936               | 1935               | 1934               | 1933               | 1932               | 1931        | 1930               |
| Caractéristiques | *                  | Bon article        | Bon article        | ***                | **                 | Article de qualité | Article de qualité | **                 | **          | **                 |
| Millésimes 1920 | 1929               | 1928               | 1927               | 1926               | 1925               | 1924               | 1923               | 1922               | 1921        | 1920               |
| Caractéristiques | Article de qualité | Article de qualité | **                 | Bon article        | **                 | Bon article        | Bon article        | **                 | Bon article | Bon article        |
| Sources : Yves Renouil (sous la direction), Dictionnaire du vin, Éd. Féret et fils, Bordeaux, 1962 ; Alexis Lichine, Encyclopédie des vins et alcools de tous les pays, Éd. Robert Laffont-Bouquins, Paris, 1984, Les millésimes de la vallée du Rhône & Les grands millésimes de la vallée du Rhône |                    |                    |                    |                    |                    |                    |                    |                    |             |                    |

Soit sur 90 ans, 24 années exceptionnelles, 26 grandes années, 16 bonnes années, 22 années moyennes et 2 années médiocres.

## Œnotourisme
L'oenotourisme est encore peu développé dans la région, elle bénéficie cependant des visiteurs du tourisme lyonnais. 
Le « Marché aux vins d'Ampuis » est un salon annuel promouvant principalement les vins de la Côte-Rôtie, 40 exposants présentent leurs vins au public et aux professionnels durant 4 jours. Il se déroule sur la commune d'Ampuis et a attiré 15 000 visiteurs en 2018.